# Badonvilliers-Gérauvilliers
Badonvilliers-Gérauvilliers is een gemeente bestaande uit de plaatsjes Badonvilliers en Gérauvilliers in het Franse departement Meuse in de regio Grand Est en telt 157 inwoners (2005). De gemeente maakt deel uit van het arrondissement Commercy.

## Geschiedenis
De gemeente werd op 1 januari 1973 gevormd door de fusie van de gemeenten Badonvilliers en Gérauvilliers. Badonvilliers-Gérauvilliers maakte deel uit van het kanton Gondrecourt-le-Château tot dit op op 22 maart 2015 werd opgeheven en de gemeente werd opgenomen in het kanton Ligny-en-Barrois.

## Geografie
De oppervlakte van Badonvilliers-Gérauvilliers bedraagt 21,0 km², de bevolkingsdichtheid is 7,5 inwoners per km².
De onderstaande kaart toont de ligging van Badonvilliers-Gérauvilliers met de belangrijkste infrastructuur en aangrenzende gemeenten.

## Demografie
Onderstaande figuur toont het verloop van het inwonertal (bron: INSEE-tellingen).

Abainville · Amanty · Badonvilliers-Gérauvilliers · Biencourt-sur-Orge · Bonnet · Le Bouchon-sur-Saulx · Brauvilliers · Bure · Chanteraine · Chassey-Beaupré · Couvertpuis · Dainville-Bertheléville · Dammarie-sur-Saulx · Delouze-Rosières · Demange-Baudignécourt · Fouchères-aux-Bois · Givrauval · Gondrecourt-le-Château · Hévilliers · Horville-en-Ornois · Houdelaincourt · Ligny-en-Barrois · Longeaux · Mandres-en-Barrois · Mauvages · Menaucourt · Ménil-sur-Saulx · Montiers-sur-Saulx · Morley · Naix-aux-Forges · Nantois · Ribeaucourt · Les Roises · Saint-Amand-sur-Ornain · Saint-Joire · Tréveray · Vaudeville-le-Haut · Villers-le-Sec · Vouthon-Bas · Vouthon-Haut